# Marc Buonomo
Marc Buonomo est un ingénieur Français, diplômé des Arts & Métiers (ENSAM), promotion Cl.170. Il a notamment dirigé la construction du tablier du viaduc de Millau .

## Biographie
- Ingénieur Arts et Métiers promotion Cl.170.
- Directeur de l'usine Eiffel construction métallique de Lauterbourg (Bas-Rhin 67).
- Responsable de la construction du tablier et des pylônes du viaduc de Millau 2003-2004.
- Directeur de la division Ponts et Ouvrages d’Art, Eiffel (Groupe Eiffage).
- Administrateur de l'INSA Strasbourg[2].

## Viaduc de Millau
De par ses dimensions exceptionnelles, le viaduc de Millau a battu plusieurs records du monde et a suscité de nombreuses innovations. Pour ce chantier hors norme Marc Buonomo a imaginé plusieurs méthodes de mise en œuvre originales pour lesquelles il s'est inspiré de l'Antiquité. Pour faire glisser le tablier d'une pile à l'autre, les 64 translateurs automatisés asservis par ordinateur sont la version contemporaine des rondins sur lesquels les Romains déplaçaient les pierres des temples. Les pylônes qui surplombent le tablier ont été mis en place par basculement, comme les obélisques d’Égypte ancienne. En 2004, Marc Buonomo a été nommé pour le prix de l'ingénieur Chereau-Lavet.
Dans un article dans les Annales des Mines de Novembre 2006, Marc Buonomo défend l'idée d'une culture encyclopédique pour l'ingénieur, basée sur de larges connaissances scientifiques et techniques, contemporaines et historiques. Marc Buonomo a régulièrement collaboré avec le bureau d'études Greisch dont les modèles numériques alimentés par les mesures in situ ont permis un pilotage ultra précis du lançage du tablier du viaduc de Millau qui mesure plus de 2 km de long.
Cette opération de lançage revenait à déplacer un serpent d'acier de plusieurs dizaines de milliers de tonnes au dessus d'un vide de plus de 200m, à l'aide de quelques impulsions mécaniques au bout du tablier et au niveau de chaque pile. A cette échelle, les méthodes optiques habituelles de mesure n'étaient pas applicables pour piloter le lançage du tablier. D’où l'idée d'en faire un suivi satellite à l'aide d'antennes GPS .
Féru de météo, Marc Buonomo faisait un suivi minutieux des prévisions pour le chantier du viaduc de Millau. Cela a beaucoup aidé pour déclencher les étapes de lançage de manière opportune, sans report inutile d'une part et sans prise de risque excessive d'autre part. Du fait de ses dimensions hors norme, le viaduc de Millau était très sensible aux orages et au vent. En particulier pendant les phases de poussage du tablier qui était alors simplement posé sur les translateurs .
Le Viaduc de Millau fut une réussite de par son insertion dans le paysage et par sa maitrise technique (délai, coût et résistance). Les innovations développées pour sa réalisation ont apporté à l'art de construire. En tant que directeur de l'usine Eiffel construction métallique de Lauterbourg puis directeur de la division Ponts et Ouvrages d'Art de Eiffage construction métallique, Marc Buonomo a participé à la construction de nombreux autres ouvrages en France et à l'étranger, comme par exemple le pont de l'Europe à Orléans.

## Citation
« Construire un ouvrage d’art, c’est innover à tout instant. L’ingénieur constructeur doit avoir la culture scientifique la plus généraliste possible, la plus encyclopédique. Ce n’est pas lui qui réalise les choses de ses mains, ce sont des équipes, celles de son entreprise ou celles de ses fournisseurs. »

— Extrait de l'article de Marc Buonomo dans Les Annales des Mines n°61 Novembre 2006

## Publications

### Articles de revue
- Claude Servant, Vincent de Ville de Goyet, Alain Lothaire, Gérard Grillaud, Michel Virlogeux, Marc Buonomo, « Essais de charges statiques et dynamiques du viaduc de Millau », Bulletin ponts métalliques, no 24,‎ 2007

- Marc Buonomo, « La construction du Viaduc de Millau : les défis techniques, les enjeux humains », Les Annales des Mines, no 61,‎ novembre 2006 (lire en ligne)

- Jean-Pierre Martin, Marc Buonomo, Claude Servant, « Les aspects principaux de la conception et des travaux », Travaux, no 816,‎ février 2005

- Marc Buonomo, Claude Servant, Michel Virlogeux, Jean-Marie Cremer, Vincent de Ville de Goyet, Jean-Yves Del Forno, « Viaduc de Millau, Description du projet et construction de l'ouvrage », Bulletin ponts métalliques, no 23,‎ 2004

- Marc Buonomo, Jean-Pierre Martin, Claude Servant, « Le viaduc de Millau », Ouvrages d'Art, no 47,‎ novembre 2004

- Jean-Pierre Martin, Marc Buonomo et Claude Servant, « La construction des appuis et le lançage du tablier du viaduc de Millau », Travaux, no 803,‎ décembre 2003

- Jean-Pierre Martin, Marc Buonomo, Claude Servant, « Le viaduc de Millau », Revue Générale des Routes, no 819,‎ juillet-août 2003

- Thibaut Martin, « Une route de métal entre ciel et terre », Arts & Métiers Magazine, no 265,‎ mai 2003

- Jean-Pierre Martin, Marc Buonomo, Claude Servant, « Le viaduc de Millau », Travaux, no 794,‎ février 2003

### Articles de presse
Inauguration du Viaduc de Millau par le président Jacques Chirac, le 14 décembre 2004 
- Dominique Buffier, « Le viaduc de Millau, l'ouvrage d'art de tous les records », Le Monde,‎ 16 décembre 2004 (lire en ligne)

Visite du Prince Philip guidé par Marc Buonomo sur le chantier du Viaduc de Millau, le 7 avril 2004   
- José A. Torres, « Souvenir. Quand le prince Philip visitait le viaduc de Millau, en 2004 », La dépêche du midi,‎ 10 avril 2021 (lire en ligne)

### Reportage TV
Interview de Marc Buonomo - France 2 - Journal de 20h du 22 avril 2004
- Journaliste : Hélène Vergne - Présentateur : David Pujadas, « Journal de 20h - France 2 - Reportage sur le chantier du viaduc de Millau - Interview de Marc Buonomo et Marc Vanpeene » [vidéo] (Reportage TV), sur INA, 22 avril 2004

### Documentaire
Interview de Marc Buonomo - Documentaire Le Viaduc de l'impossible - RMC découverte (Production originale BBC Worldwide).
- Réalisateur : Bruno Sevaistre, « Le Viaduc de l'impossible » [vidéo] (Documentaire), sur Atlantis TV, 13 octobre 2016